# Île de la Province

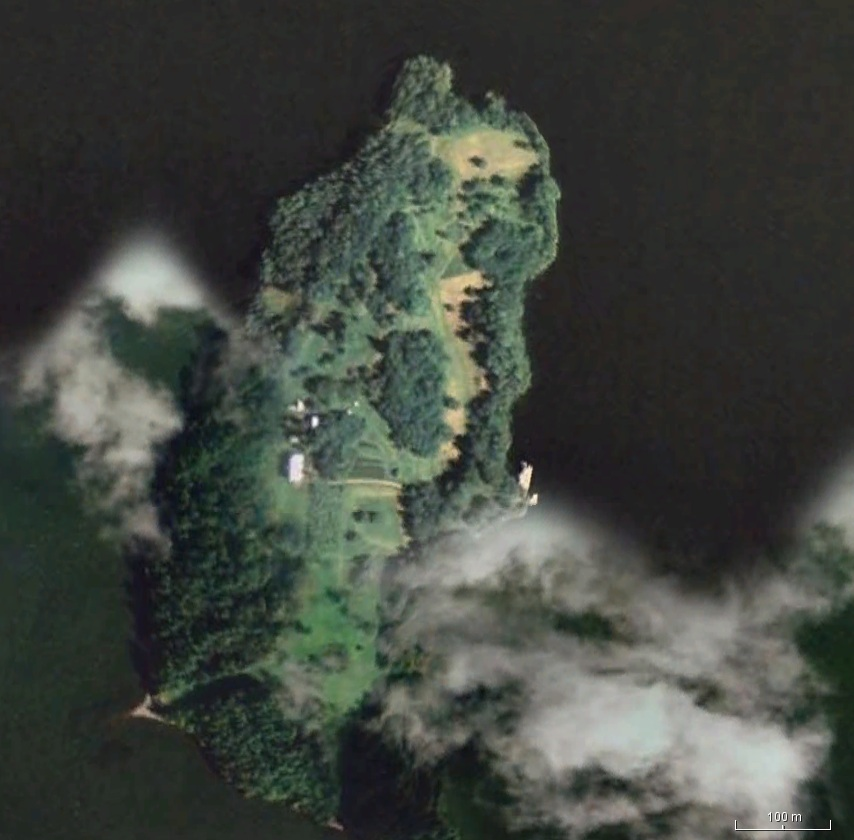
Aerial view by NASA

Île de la Province (engl. Province Island) ist eine Insel im zu Kanada, Provinz Québec, und den Vereinigten Staaten gehörenden Lac Memphrémagog.
Die 0,31 km² große Insel gehört nur mit 0,028 km² an ihrer Südspitze zu den USA (Orleans County im Staat Vermont), der überwiegende Teil gehört zur Stadt Magog. Von den Indianern wurde sie Mem-Toag genannt. Auf ihr baute Ende des 18. Jahrhunderts ein Pionier namens Martin Adams mit seiner Frau, die aber beide auf dem Festland lebten, Flachs und Gemüse an.
Die Insel hieß früher auch Zabriskie und Howard Island. Sie befindet sich in Privatbesitz; jährlich wird eine Fasanenjagd veranstaltet. Die Grenze zwischen Kanada und den USA ist durch einen fünf Meter breiten gerodeten Streifen im Wald markiert.
Bemerkenswerterweise entspricht der Umriss der Insel weitestgehend dem der Hauptinsel von Taiwan.